# Almiquí cubà
L'almiquí cubà (Atopogale cubana) és una espècie de mamífer eulipotifle de la família dels solenodòntids. És endèmic de l'est de Cuba, on viu a altituds d'entre 400 i 800 msnm. Antigament, la seva distribució cobria tota l'illa.
És una de les poques espècies vivents de mamífers verinosos. Durant molt de temps es pensà que s'havia extingit fins que el setembre del 2003 un camperol cubà en trobà un exemplar i el portà als zoòlegs cubans. Antigament classificat en el gènere Solenodon, avui en dia és l'única espècie del gènere Atopogale.

## Característiques
L'almiquí cubà és de color marró fosc o negre depenent de l'exemplar amb el musell i les espatlles d'un blanc groguenc i pot arribar a tenir una longitud total de fins a 60 cm aproximadament, sent la longitud del seu cos d'uns 30 cm i la cua de 25-30 cm. Té el musell afilat, els ulls petits i les orelles arrodonides. Es mou en ziga-zaga.
Tal com ja s'ha dit al principi, l'almiquí té la peculiaritat de ser un mamífer verinós, ja que la seva saliva és verinosa. La segona incisiva de cada costat del maxil·lar inferior comunica directament amb la glàndula verinosa.

## Hàbitat
L'almiquí cubà, tal com el seu nom indica és propi de l'illa de Cuba. Actualment, per culpa de l'acció de les espècies invasores (gats, gossos) ha anat desapareixent de l'illa i ara només es troba a l'est d'aquesta, al Parc Nacional Alejandro de Humboldt. És de costums nocturns i es refugia en caus a sota terra.